# Dicranota (Paradicranota) brevicornis
Dicranota (Paradicranota) brevicornis is een tweevleugelige uit de familie Pediciidae. De soort komt voor in het Palearctisch gebied.